# Mohammad Mokhber
Mohammad Mokhber (Perzisch: محمد مخبر) (Dezful, 26 juni 1955) is een Iraans politicus, vicepresident en sinds mei 2024 waarnemend president van Iran. 

## Carrière
Mokhber beschikt over twee doctoraten; rechten en management. In de jaren negentig werd Mokhber de CEO van Dezful Telecommunications in zijn geboorteplaats en later vice-gouverneur van de provincie Khuzestan.
Hij was officier in het medische korps van de Iraanse Revolutionaire Garde (IRG) tijdens de oorlog tussen Iran en Irak. Ook was hij hoofd van Imam Khomeini's Orde, voorzitter van de raad van bestuur van Sina Bank en vice-gouverneur van de provincie Khuzestan. In augustus 2021 werd hij benoemd tot eerste vicepresident van Iran onder president Ebrahim Raisi.
In oktober 2022 werd Mokhber samen met hoge functionarissen van de IRG en de Nationale Veiligheidsraad van Iran naar Moskou gestuurd om een overeenkomst af te ronden om Shahed-drones en grond-grondraketten naar Rusland te sturen om de Russische invasie van Oekraïne te ondersteunen.

### Waarnemend president
Mokhber werd benoemd tot waarnemend president na het overlijden van president Ebrahim Raisi, die op 19 mei 2024 bij een helikopterongeluk om het leven kwam. 
Als eerste vicepresident van Iran neemt Mokhber, na goedkeuring van de Opperste Leider van Iran, "de bevoegdheden en functies van de president" over na de dood van de president, overeenkomstig de grondwet van Iran. Er wordt een tijdelijke presidentiële raad gevormd (voorzitter van de Algemene Vergadering, hoofd van de rechterlijke macht en een eerste vicepresident). De raad moet binnen vijftig dagen nieuwe verkiezingen organiseren.
Abolhassan Bani Sadr · Mohammad Ali Rajai · Ali Khamenei · Ali Akbar Hashemi Rafsanjani · Mohammad Khatami · Mahmoud Ahmadinejad · Hassan Rohani · Ebrahim Raisi · Masoud Pezeshkian